# Карагана дерев'яниста
Жовта акація деревна, давніше також карагана дерев'яниста (Caragana arborescens Lam.) — кущ роду жовта акація родини бобових 2–5 м заввишки.

## Ботанічний опис
Кора зеленувато-сіра, пагони тонкі, молоді, притиснуто запушені. Листки (58 см завдовжки) чергові, парноперисті з 4–7 пар листочків. Окремі листочки (7–30 мм завдовжки, 4–15 мм завширшки) видовжено-овальні або еліптичні, тупі, з вістрям, більш-менш запушені. Листки з шилоподібними прилистками, які зазвичай обпадають, рідко лишаються і дерев'яніють. Квітки (18–20 мм завдовжки) численні, пазушні, зібрані в пучки по 2–5, часом поодинокі. Приквітки щетинисті. Оцвітина подвійна. Чашечка (5–6 млі завдовжки) трубчасто-дзвоникувата, з коротенькими, приблизно в 6 разів коротшими за трубочку, широкими зубцями. Віночок метеликовий, жовтий, з п'яти вільних пелюсток. Тичинок десять, з них дев'ять зрослися, а одна вільна. Маточка одна, зав'язь верхня. Плід — біб (3,5–6,5 см завдовжки) лінійно-циліндричний, голий, містить 5–8 насінин.

## Поширення
Жовта акація деревна росте в культурах як кущова порода підліску. Морозостійка, тіньо- і солевитривала рослина. Цвіте у червні — липні. Культивується в садах, парках, лісонасадженнях, захисних лісосмугах по всій Україні, особливо в Степу та Лісостепу.

## Практичне використання
Медоносна, вітамінозна, олійна, фітомеліоративна, декоративна, плетивна рослина.
Жовта акація деревна — пізньовесняний медонос, що в умовах України дає підтримуючий взяток. Під час цвітіння бджоли добре відвідують її, збирають нектар і високопоживний пилок, багатий на вітаміни, особливо Е.
Медопродуктивність її в Україні незначна (до 300 кг/га), але вона цінна тим, що цвіте в період, коли інші весняні медоноси уже відцвіли, а до цвітіння літніх ще далеко. Тому бджоли мають з неї щоденну поживу не тільки для себе, а й для розплоду. Мед з жовтої акації прозорий, ясно-жовтого кольору, без різкого запаху, ніжний на смак, довго не кристалізується, ціниться багатьма пасічниками вище липового. Він гарний і для зимівлі бджіл.
У листках містяться вітамін С (285—400 мг %), каротин (138 мг %), у насінні — жирна висихаюча олія (від 10 до 42 %).
В літературі є вказівки на отруйність насіння карагани[джерело?].
Жовта акація деревна — цінний чагарник для вирощування в лісових смугах, у прибалкових насадженнях як підлісок, що захищає ґрунт від заростання бур'янами. Як посухо- і морозостійка та солевитривала рослина не витримує перезволожених ґрунтів. Її використовують також для залісення пісків. Добре піддається стрижці, використовується для живоплотів і виготовлення корзин, щитів.
Зелене листя містить багато протеїну (21–35 %), охоче поїдається вівцями, козами і дещо гірше великою рогатою худобою.
Має декоративні сорти.

### У харчуванні
У Сибіру, Криму, на Алтаї та Кавказі недостиглі й м'які плоди вживають у їжу як зелень для юшок, приправ нарівні з квасолею. На Кавказі квітки й напіврозпуклі пуп'янки збирають і квасять або маринують. Мариновані пуп'янки використовують узимку для приготування салатів, соусів, гарнірів, присмак тощо.
У працях Санкт-Петербурзького економічного товариства за 1765 рік було надруковано статтю Г. Я. Еклебена «Про сибірське горохове дерево та його велику користь». Автор дивувався, чому це дерево не розводять в Російській імперії не лише як окрасу садів, а й з метою харчування. Горошини цього дерева, зазначав Еклебен, він уживав до різних страв, приправ, а також молов на борошно, з якого пік млинці.

## Галерея

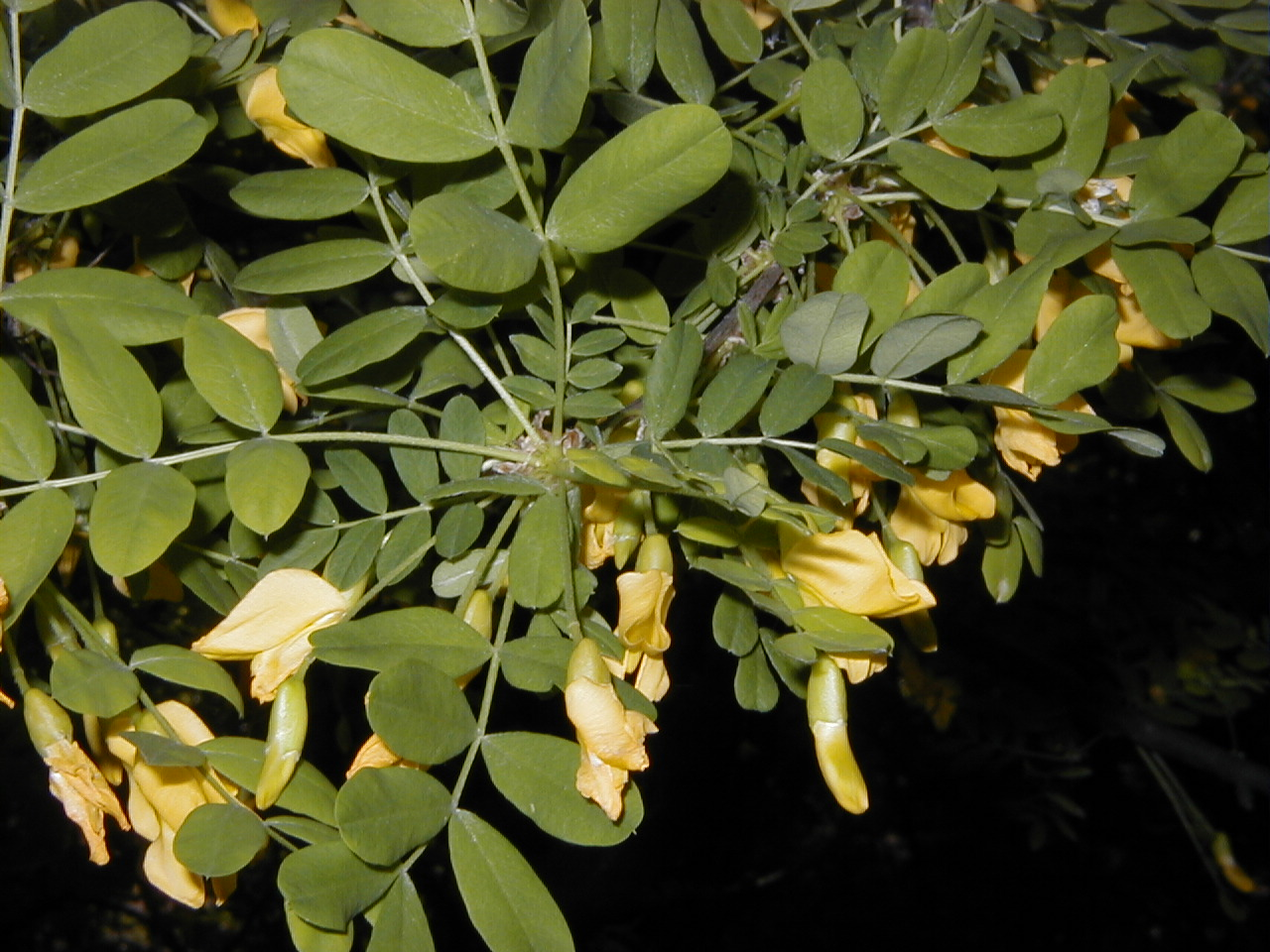
Листя
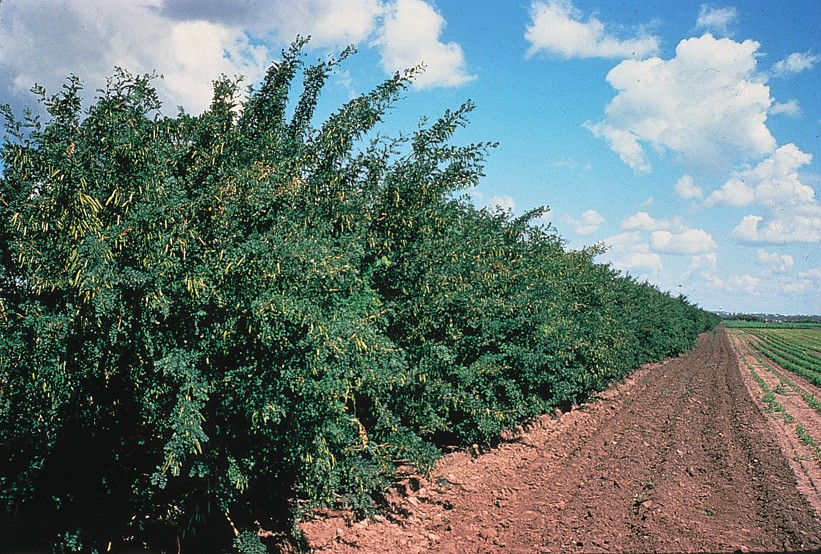
Посадка
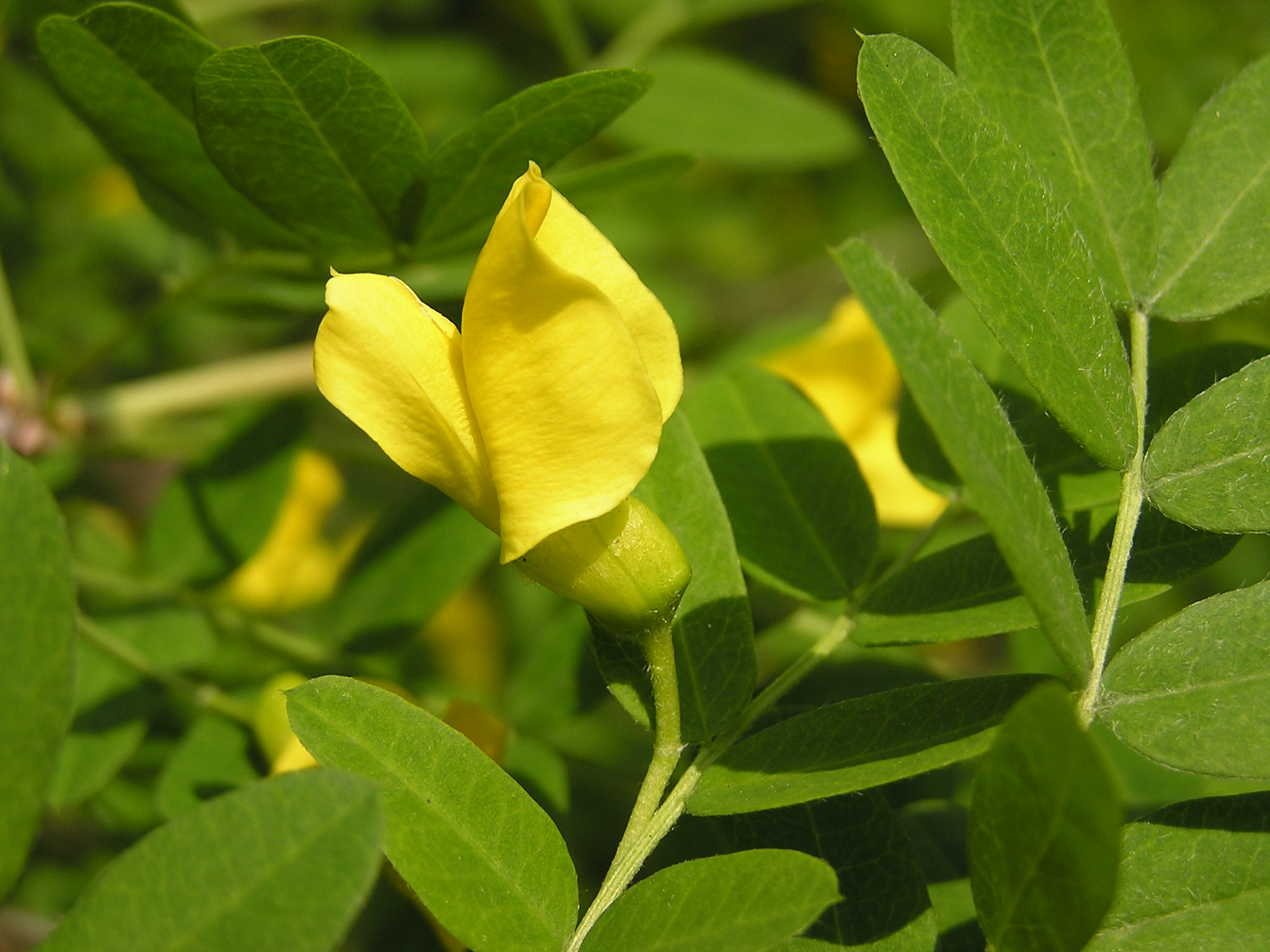
Квітка
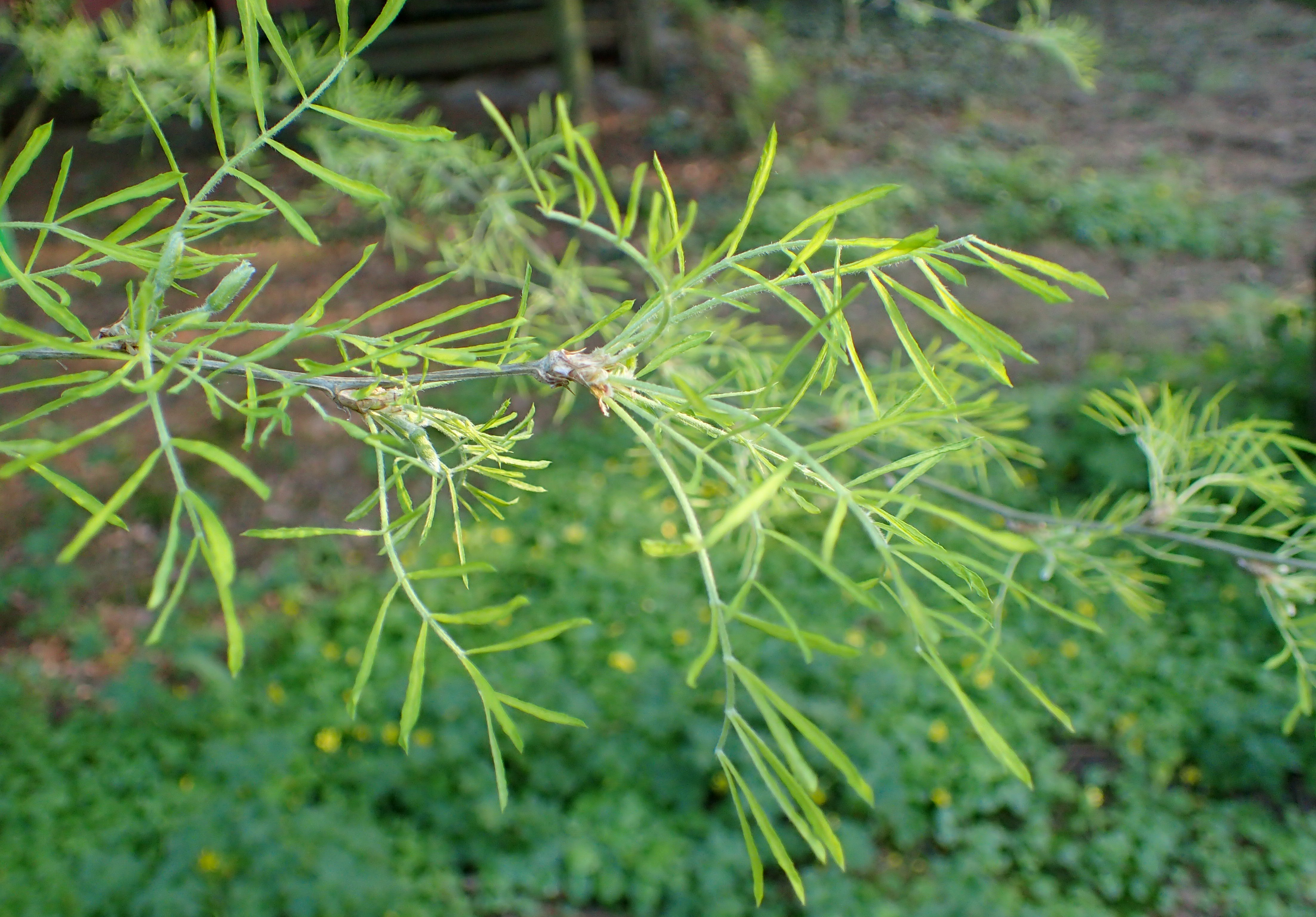
Сорт 'Lorbergii'
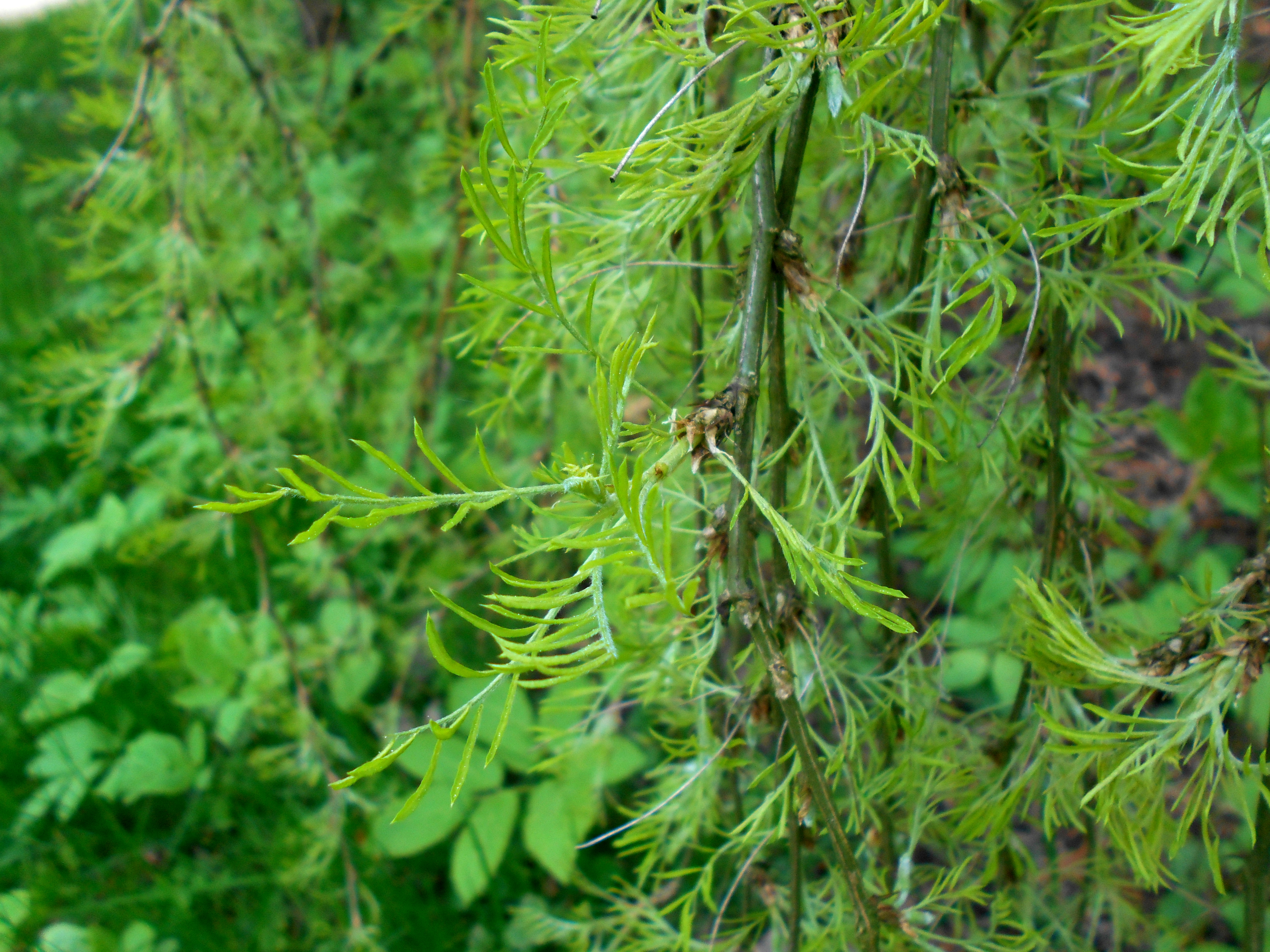
Сорт 'Walker'
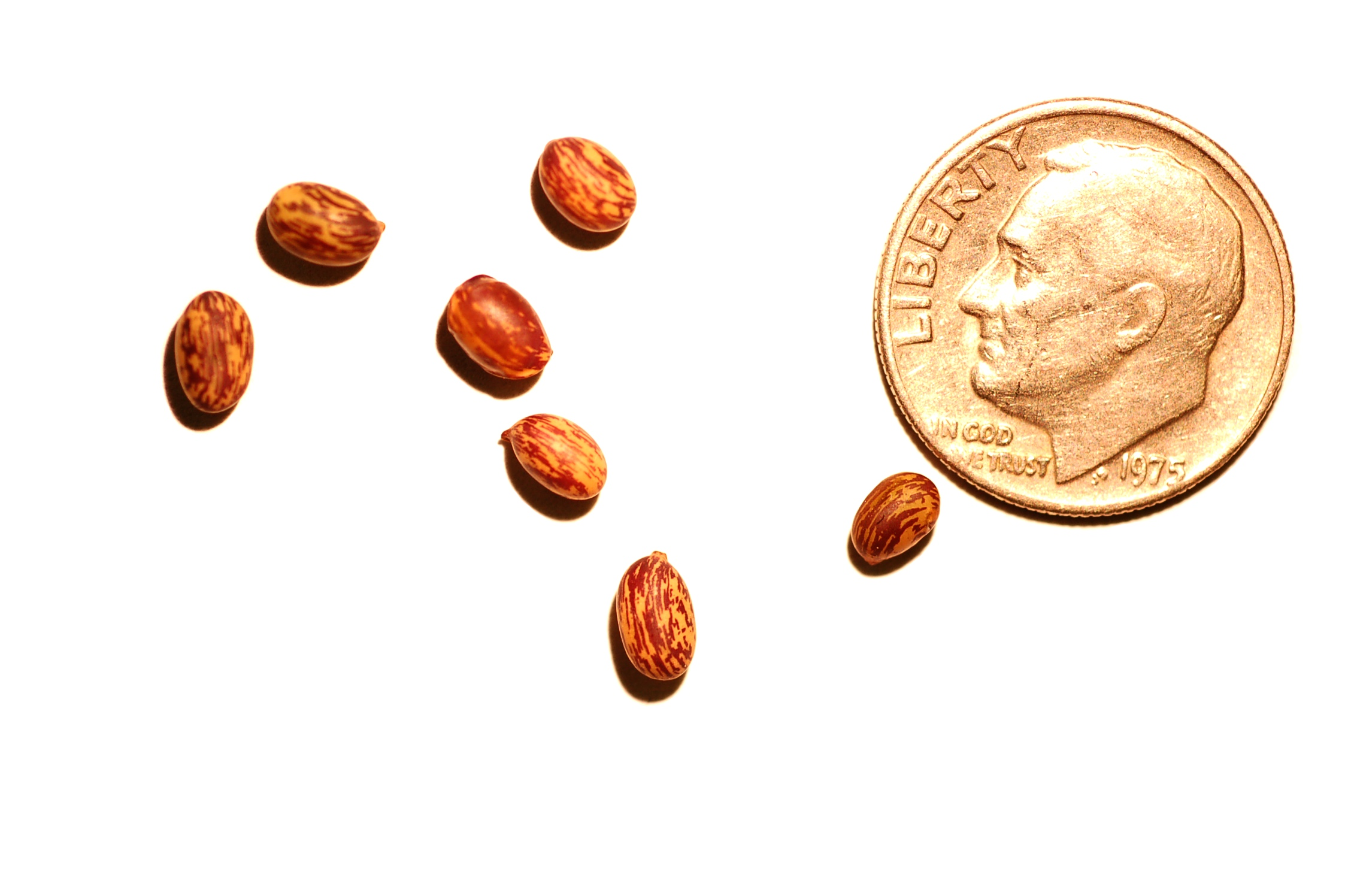
Насіння